# Berd
Die 363 km lange Berd (russisch Бердь, fem.) ist ein rechter Nebenfluss des Ob am Südostrand des Westsibirischen Tieflands (Russland, Asien).

## Verlauf
Die Berd entspringt am Hauptkamm des Salairrückens in der Oblast Kemerowo in 440 m Höhe und erreicht unmittelbar danach das Territorium der Region Altai. Zunächst fließt sie – größtenteils auf dem Territorium der Oblast Nowosibirsk – in einem weiten Tal mäandrierend in westlichen bis nordwestlichen Richtungen und mündet schließlich bei Berdsk in den Ob, welcher hier zum Nowosibirsker Stausee aufgestaut ist (Wasserspiegel bei 113 m). Der Rückstau die Berd aufwärts, die Berdbucht (Бердский залив/ Berdski saliw), hat eine Länge von etwa 40 km (bis Iskitim) und eine Breite von bis zu 3 km. Die Länge der Berd vor Errichtung des Nowosibirsker Stausees betrug 416 km.

## Hydrographie
Das Einzugsgebiet der Berd umfasst 8.650 km². Bei Iskitim, 40 km von der Mündung entfernt, beträgt die mittlere Wasserführung 45,8 m³/s (Minimum im Februar mit 10,9 m³/s, Maximum im Mai mit 183 m³/s). Oberhalb der Mündung in den Nowosibirsker Stausee ist der Fluss etwa 75 m breit und 1,7 m tief, die Fließgeschwindigkeit beträgt 0,5 m/s. Die wichtigsten Nebenflüsse sind von rechts Suenga (Суэнга) und Ik (Ик).
Die Berd gefriert von Anfang November bis Mitte April.

## Wirtschaft und Infrastruktur
Die Berd ist nicht schiffbar, wurde früher jedoch für die Holzflößerei genutzt.
12 km oberhalb der Siedlung Masljanino, beim Dorf Perebor wurde nach einem bereits 1934 gefassten Beschluss zwischen 1947 und 1951 ein kleiner Stausee mit Wasserkraftwerk errichtet. Das Kraftwerk hatte eine Leistung von 600 Kilowatt. Bis zum Anschluss an das landesweite Stromnetz diente die Anlage der Elektroenergieversorgung des Rajons, danach wurde sie demontiert. Die Staumauer (⊙) ist jedoch erhalten.
An der Berd liegen die Industriestädte Iskitim und Berdsk, wo der Fluss von der Eisenbahnstrecke Nowosibirsk – Barnaul und der Fernstraße M52 Nowosibirsk–mongolische Grenze (Tschuja-Trakt) überquert wird.